# 駁駁眼蝶屬
駁駁眼蝶屬（學名：Berberia）是眼蝶亞科眼蝶族眼蝶亞族中的一個屬。物種分佈於北非。

## 物種
- 駁駁眼蝶 Berberia abdelkader
- 斕駁駁眼蝶 Berberia lambessanus